# Dolmen du Bünz

Schema Dolmen mit Seitenkammern am Beispiel Mané Keriaval: Orange = Gang; Gelb = Kammer; Grau = Steine; Grün = Rasen; Schwarz/fett = vorhandene Decksteine; --- = ergänzte Kontur

Die Dolmen du Bünz (auch Dolmen du Bunz oder Dolmen du Bu genannt) liegen südöstlich von Inzinzac-Lochrist nördlich von Hennebont im Département Morbihan in der Bretagne in Frankreich. Dolmen ist in Frankreich der Oberbegriff für neolithische Megalithanlagen aller Art (siehe: Französische Nomenklatur).
Bei den Dolmen mit Seitenkammern (französisch Dolmen à cabinets latéraux oder dolmen à couloir transepté genannt) ist es nur noch möglich, die Seitenkammern zu erkennen, von denen eine noch ihre Deckenplatte aus lokalem Granit hat. Der Dolmen ist seit 1979 als Monument historique klassifiziert.